# Ocyptamus nectarinus
Ocyptamus nectarinus är en tvåvingeart som först beskrevs av Hull 1942.  Ocyptamus nectarinus ingår i släktet Ocyptamus och familjen blomflugor.
Artens utbredningsområde är Paraguay. Inga underarter finns listade i Catalogue of Life.